# کودکود
کودکود (نام علمی: Leopardus guigna) نام یک گونه از سرده پلنگچه‌ها است.